# Isabel de Aragão, Rainha de França
Isabel de Aragão (em francês: Isabelle; 1243 – Cosença, 28 de janeiro de 1271) foi a rainha consorte de Filipe III de França durante alguns meses, de 1270 até a sua morte.

## Biografia
Era filha do rei Jaime I de Aragão com a sua segunda consorte, Iolanda da Hungria, e portanto irmã de Pedro III de Aragão e Jaime II de Maiorca.
Casou-se a 6 de julho de 1262, em Clermont-Ferrand, com o então príncipe Filipe de França, filho de São Luís de França e Margarida de Provença. 
Tendo acompanhado o então príncipe herdeiro na Oitava Cruzada, durante o regresso à França a comitiva parou em Cosenza, na Calábria. O seu filho mais novo, Roberto, adoeceu e morreu pouco tempo depois. Depois de retomarem o caminho, Isabel sofreu uma queda de cavalo a 11 de janeiro de 1271, grávida do seu quinto filho. Teria chegado a dar à luz um filho nado-morto e ela mesma faleceria pouco depois, a 28 de janeiro, não se tendo recuperado da queda e do parto.
Foi sepultada na Basílica de Saint-Denis, mas o seu túmulo, como muitos outros, foi profanado durante a revolução francesa, em 1793.

## Descendência
- Luís de França (1264–1276);
- Filipe IV de França (1268–29 de novembro de 1314), sucessor do pai no trono da França;
- Roberto de França (1269–1276);
- Carlos de Valois (12 de Março de 1270–16 de dezembro de 1325).